# Birmingham (Alabama)
Birmingham is met 200.733 inwoners (2020) de op een na grootste stad in de Amerikaanse staat Alabama. Het is hiermee de 109e stad in de Verenigde Staten (2019). De oppervlakte bedraagt 388,1 km², waarmee het de 37e stad is. Het is echter niet de hoofdstad van Alabama, dat is Montgomery.

## Demografie
Van de bevolking is 13,5% ouder dan 65 jaar en bestaat voor 34,4% uit eenpersoonshuishoudens. De werkloosheid bedraagt 5% (cijfers volkstelling 2000).
Ongeveer 1,6% van de bevolking van Birmingham bestaat uit hispanics en latino's, 73,5% is van Afrikaanse oorsprong en 0,8% van Aziatische oorsprong.
Het aantal inwoners daalde van 265.945 in 1990 naar 242.820 in 2000. In 2008 was dit aantal nog verder gedaald naar 228.798 inwoners. In 2019 werd het aantal inwoners geschat op 209.403. De stad is echter nog steeds iets groter dan de hoofdstad van Alabama; Montgomery.

## Rassenconflict
Een al jaren sluimerend rassenconflict kwam in het voorjaar van 1963 tot uitbarsting toen de zwarte predikant Martin Luther King vreedzame protestmarsen organiseerde tegen de discriminerende behandeling van zwarte inwoners van de stad. In mei van dat jaar kwam het op straat herhaaldelijk tot botsingen met de autoriteiten, waarbij de politie gewelddadig optrad met knuppels en honden. Zo'n 2000 zwarten werden gearresteerd, onder wie dominee King. De behandeling van de demonstranten leidde wereldwijd tot verontwaardiging. Ruim vier maanden later, op 15 september 1963, pleegden racisten een bomaanslag op een kerk in Birmingham, waarbij vier zwarte meisjes om het leven kwamen.

## Klimaat
In januari is de gemiddelde temperatuur 5,3 °C, in juli is dat 26,6 °C. Jaarlijks valt er gemiddeld 1386,3 mm neerslag (gegevens op basis van de meetperiode 1961-1990).

## Bezienswaardigheden
- 16th Street Baptist Church, een baptische kerk uit 1911

## Stedenband
Birmingham heeft een actief programma voor het onderhouden van stedenbanden.
- Hitachi (Japan)
- Gweru (Zimbabwe)
- Székesfehérvár (Hongarije)[2]
- Pomigliano d'Arco (Italië)
- Vinnytsja (Oekraïne)
- Anshan (China)
- Pilsen (Tsjechië) sinds 2005
- Liverpool (Verenigd Koninkrijk) sinds oktober 2015
- Kerak (Jordanië)
- Winneba (Ghana) sinds 15 november 2009
- Guédiawaye (Senegal) sinds 2005
- Rosj Haäjin (Israël) sinds 2005
- Maebashi (Japan)
- Chaoyang (China)
- Cobán (Guatemala)

## Bekende inwoners van Birmingham

### Geboren
- Timuel Black (1918-2021), historicus, oorlogsveteraan, mensenrechtenactivist, schrijver en hoogleraar
- Al Killian (1916-1950), jazz-trompettist
- Walker Percy (1916-1990), schrijver
- Curley Hamner (1919-1982), rhythm-and-blues- en jazzmuzikant en songwriter
- Wilbur Harden (1925-1969), jazz-trompettist
- James A. Duke (1929-2017), botanicus
- Edward Osborne Wilson (1929-2021), bioloog
- Odetta (Holmes) (1930-2008), actrice, muzikante en burgerrechtenactiviste
- Henry Hartsfield (1933-2014), astronaut
- Wayne Rogers (1933-2015), acteur
- Louise Fletcher (1934-2022), actrice
- Richard Shelby (1934), senator voor Alabama
- Sam Lay (1935-2022), blueszanger en -drummer
- Eddie Kendricks (1939-1992), zanger van The Temptations
- Paul Williams (1939-1973), zanger van The Temptations
- Dennis Edwards (1943-2018), zanger van The Temptations
- Angela Davis (1944), militante, activiste en professor filosofie
- Tobias Wolff (1945), schrijver
- Hubert Green (1946-2018), golfer
- Emmylou Harris (1947), country- en folkzangeres en muzikante
- Gail Strickland (1947), actrice
- Kate Jackson (1948), actrice
- Chuck Leavell (1952), pianist en sessiemuzikant (o.a. The Allman Brothers Band, Sea Level, The Rolling Stones, Eric Clapton)
- Condoleezza Rice (1954), politica
- Frank Deal (1958), acteur
- Ashley Crow (1960), actrice
- Carl Lewis (1961), atleet
- Sunder Nix (1961), atleet
- Charles Barkley (1963), basketballer
- Courteney Cox (1964), actrice
- Walton Goggins (1971), acteur en filmproducent
- John Zimmerman (1973), kunstschaatser
- Amber Benson (1977), actrice, filmregisseur, auteur
- Jwaundace Candece (1978), actrice, stuntvrouw en professioneel worstelaar
- Jasika Nicole (1980), actrice
- Rachel Held Evans (1981-2019), schrijfster
- Trey Hardee (1984), atleet
- Sarah Lipstate (1989), gitariste
- Mac Styslinger (1993), tennisspeler
- Chris Richards (2000), voetballer

## Galerij

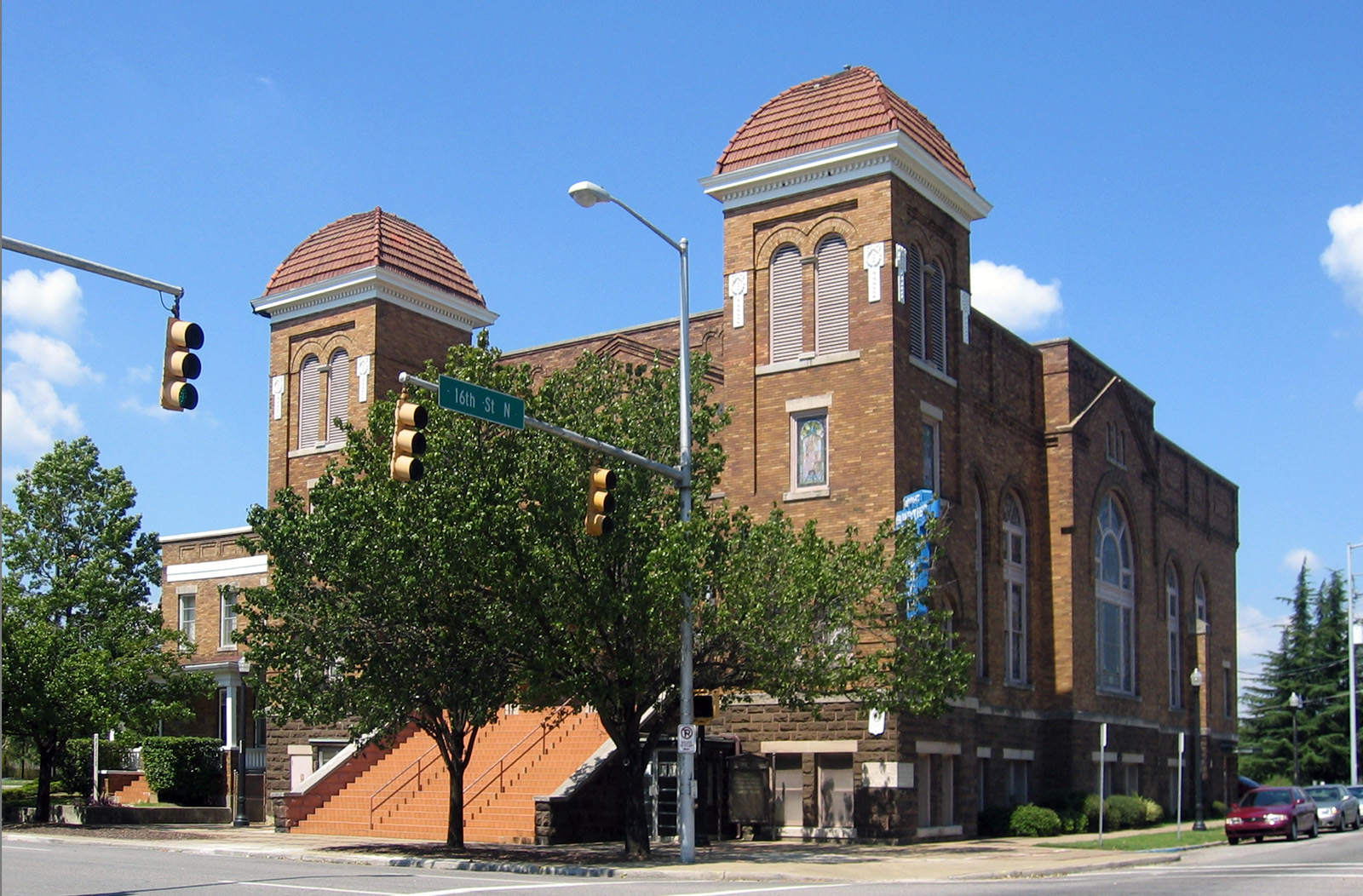
Baptistenkerk op 16th Street in Birmingham
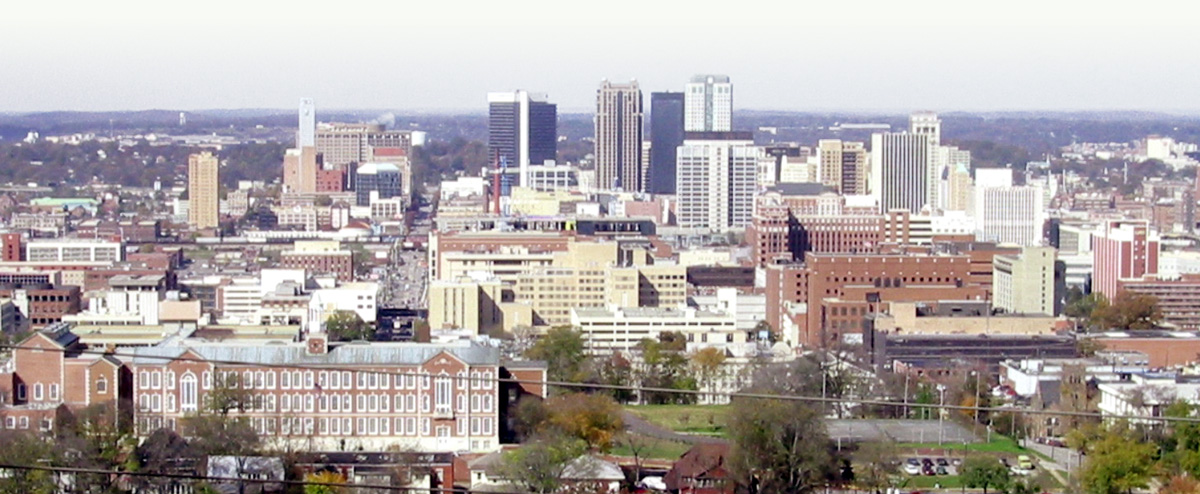
Uitzicht op Birmingham
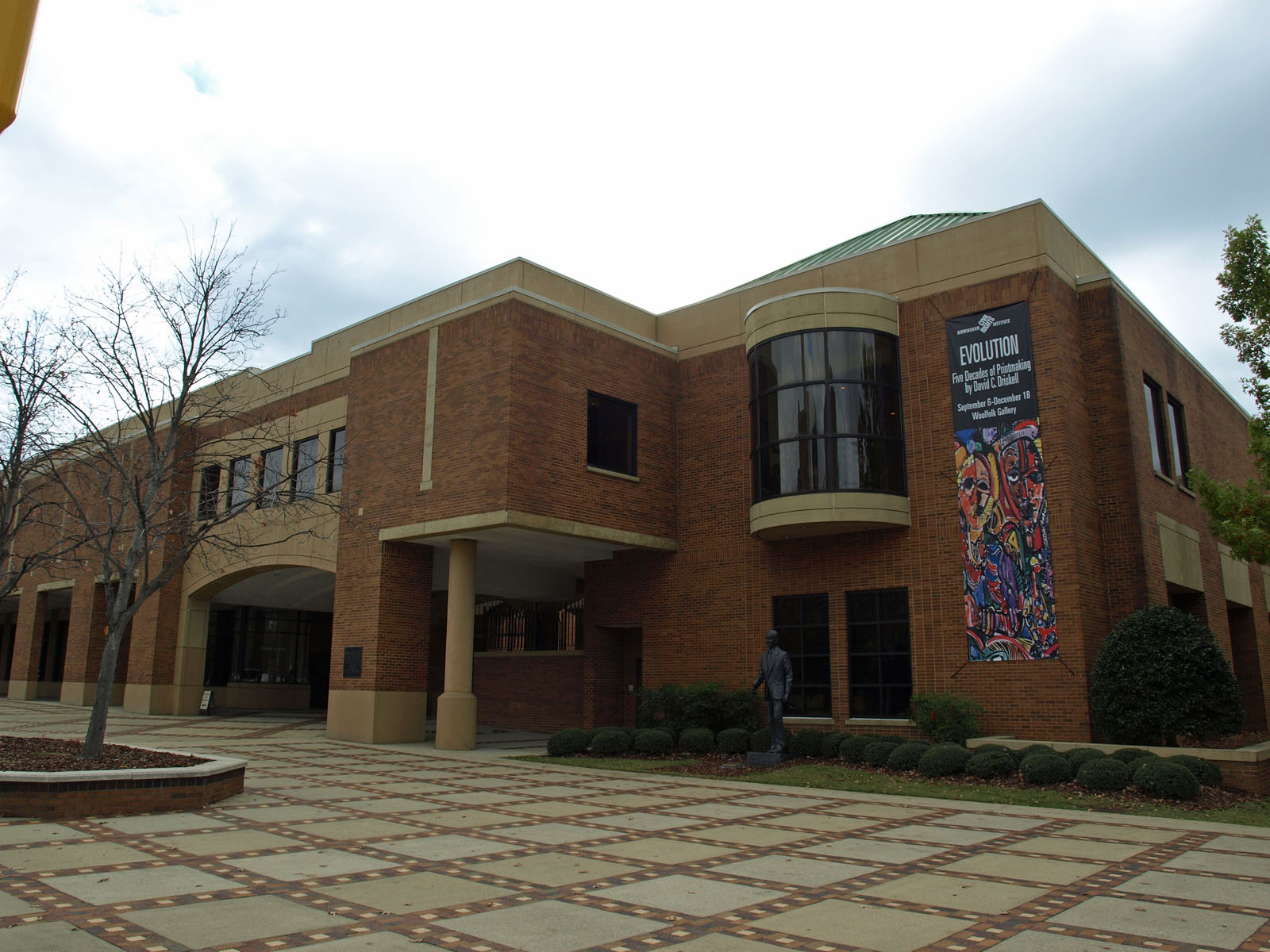
Birmingham Civil Rights Institute